# Osilo
Osilo (en sardo Osile) es una localidad italiana de la provincia de Sassari, región de Cerdeña,  con 3.317 habitantes.

## Evolución demográfica
| Gráfica de evolución demográfica de Osilo entre 1861 y 2001 |
|                                                             |
| Fuente ISTAT - elaboración gráfica de Wikipedia             |